# Top Frontier Investment Holdings
Top Frontier Investment Holdings, Inc. (PSE: TFHI) este un holding⁠(d) filipinez cu sediul în orașul Makati⁠(d) din regiunea Metro Manila⁠(d). Prin intermediul a două holdinguri principale, compania este activă în minerit, producția de ambalaje, afaceri imobiliare și industria alimentară.

## Istoric
Top Frontier Investment Holdings a fost înființată pe 11 martie 2008 de un grup de afaceri condus de Iñigo U. Zóbel (care a preluat funcția de președinte al Consiliului de Administrație) și sprijinit de grupul britanic Ashmore Group⁠(d) și a devenit o companie publică în 2014. În 2017 compania a fost clasată pe locul 1228 în topul Forbes Global 2000. Președintele consiliului de administrație al companiei este Iñigo U. Zóbel, președinte executiv și director general este Ramon Ang, iar alte două persoane cheie au fost oamenii de afaceri Roberto Ongpin⁠(d) (fost ministru al comerțului și industriei în timpul administrației președintelui Ferdinand Marcos) și Joselito Campos⁠(d) (fondatorul companiei  NutriAsia⁠(d)).
Principalul acționar al companiei este miliardarul filipinez Iñigo U. Zóbel, care deținea în anul 2022 un pachet majoritar de 60% din capitalul social al Top Frontier Investment Holdings. Ramon Ang, vicepreședintele consiliului de administrație și directorul general al San Miguel Corporation, a cumpărat în iunie 2023 prin intermediul companiei Far East Holdings un pachet de 45 de milioane de acțiuni în cadrul Top Frontier Investment Holdings la prețul de 241,42 pesos/acțiune, mai mult decât dublu față de prețul de închidere al acțiunilor din ziua anterioară, investind astfel suma de 10,86 miliarde de pesos (194 de milioane de dolari), pentru un pachet de aproximativ 11,91% din acțiunile Top Frontier Investment Holdings. În urma acestei tranzacții, Ang a ajuns să dețină 75.887 de acțiuni directe și 131,66 milioane de acțiuni indirecte ale Top Frontier, defalcate astfel: aproximativ 49,8 milioane de acțiuni prin Master Year Ltd. (unde este acționar unic), 45 de milioane de acțiuni prin Far East Holdings (unde are o participație de 100%) și 36,86 milioane de acțiuni prin Privado Holdings Corp. (unde are o participație de 100%), adică o participație totală de 34,86%, devenind astfel al doilea cel mai mare acționar al companiei, după Iñigo Zóbel.

## Holdinguri deținute
- San Miguel Corporation – 66%[3][11]
- Clariden Holdings, Inc. – 100%[12][13]